# حاتم بن إبراهيم الحامدي
حاتم بن إبراهيم الحميدي  (تُوفِّي في 16 محرم596 هـالموافق 6 نوفمبر 1199 م في الحطيب، اليمن) الداعي الطيبي الإسماعيلي الثالث، والداعي المطلق (المبشر المطلق). ينتسب إلى قبيلة بني همدان في اليمن، وقد خلف والده الداعي الثاني، إبراهيم، في المنصب الديني.
كان المريدون يتوافدون على حاتم من مختلف مناطق حراز، فكان يخطب بهم في كهف النعيم، وهو غار يقع أسفل الحطيب.
أدار الداعي المقتدر، سيدنا محمد بن طاهر الحارثي، المعروف بـ "مزون"، الدعوة في صنعاء بكفاءة عالية.
فترة داي: 557 – 596 هـ/ 1162 – 1199 م

## حياة
في عام 557 هـ/1162 م، تولى سيدنا حاتم منصب الداعي المطلق الثالث في اليمن، خلفًا لوالده الداعي سيدنا إبراهيم الحميدي. بيد أن صعوده إلى هذا المنصب واجه تحديًا من إحسان بن محمد بن سيدنا ذؤيب، حفيد الداعي سيدنا ذؤيب بن موسى.
يُعدّ سيدنا حاتم أول داعٍ ينخرط في معترك السياسة اليمنية بعد انقضاء عهد الملكة الصليحية أروى الصليحي ورعايتها السياسية. وقد تزامنت تلك الفترة مع اندلاع حرب شنّها أئمة الشيعة الزيدية في اليمن ضد الشيعة الإسماعيلية الطيبية، كما تجلى ذلك في حملات المتوكل أحمد بن سليمان. وفي هذا السياق، سعى سيدنا حاتم إلى بسط نفوذ الإسماعيليين الطيبيينعن طريق الاستيلاء على الأراضي وتكوين قوة عسكرية، باعتبار ذلك ضرورة حتمية لضمان أمنهم.
في عام 561 هـ/1166 م، قدم بنو زواهي حصن كوكبان، الواقع على قمة جبل بالقرب من صنعاء، إلى سيدنا حاتم. وكانت صنعاء آنذاك تحت حكم السلطان علي بن حاتم اليامي من قبيلة همدان (انظر: الحمدانيين (اليمن) لمزيد من التفاصيل). وسرعان ما أدرك السلطان علي الخطر الذي يهدد سلطته، فبادر إلى محاصرة كوكبان. غير أن أحد المقربين إليه، أحمد الحبري، خانه، إذ قبل رشوة من السلطان علي وقدم له معلومات حساسة عن ترتيبات الداعي،بل وحرض بعض الموجودين في كوكبان على الانقلاب عليه، مما أجبر حاتم على مغادرة الحصن. ثم لجأ إلى حصني لؤلؤة والريان الصغيرين الواقعين على مسافة غير بعيدة. لكن السلطان علي لم يتوانَ عن مطاردته بقواته. وقد أدى تردد الداعي في إشعال فتيل صراع أوسع مع قبيلة همدان إلى تخليه عن طموحاته في الاستيلاء على أراضٍ في منطقة صنعاء. فقرر الانتقال إلى منطقة حراز الجبلية،التي كانت مأهولة بالإسماعيليين منذ عهد الحكام الصليحيين الأوائل. وخلال السنوات القليلة التالية، تمكن من إخضاع معظم حراز لسيطرته تدريجيًا عبر سلسلة من الحملات العسكرية الناجحة، وكان عماد جيشه قبيلة يعرب، بقيادة أميرها سبع بن يوسف.

## أعمال
ترك سيدنا حاتم إرثًا أدبيًا ثريًا من المصنفات، اشتمل على:المجالس الحاتمية، ورسالة تحفة القلوب، وزهر وباهر الحقائق، وتنبيه الغافلين، والشموس الظاهرة. وقد بين في مؤلفاته موقف الخلافة من أئمة الإسماعيلية بعد الإمام جعفر الصادق، مشيرًا إلى أن أكبر أبناء الإمام جعفر يُتوفى في حياته، وأن الإمام السابع هو من يُنصّب خليفة.

## موت
تُوفِّيَ سيدنا حاتم يوم السبت الموافق السادس عشر من محرم سنة ست وتسعين وخمسمائة للهجرة، والسابع من نوفمبر سنة ألف ومئة وتسع وتسعين للميلاد في الحطيب. وفي عام ألف وتسعمائة وواحد وسبعين للميلاد، أمر سيدنا محمد برهان الدين ببناء ضريحه، ثم جُدِّدَ وأُعيدَ بناؤه في عام ألفين وسبعة للميلاد.

## معرض الصور

This is where Syedna Hatim used to go and pray. It is located on a mountain near his Mausoleum المكان الذي اعتاد سيدنا حاتم الذهاب إليه للصلاة، وهو يقع على جبل بالقرب من ضريحه.
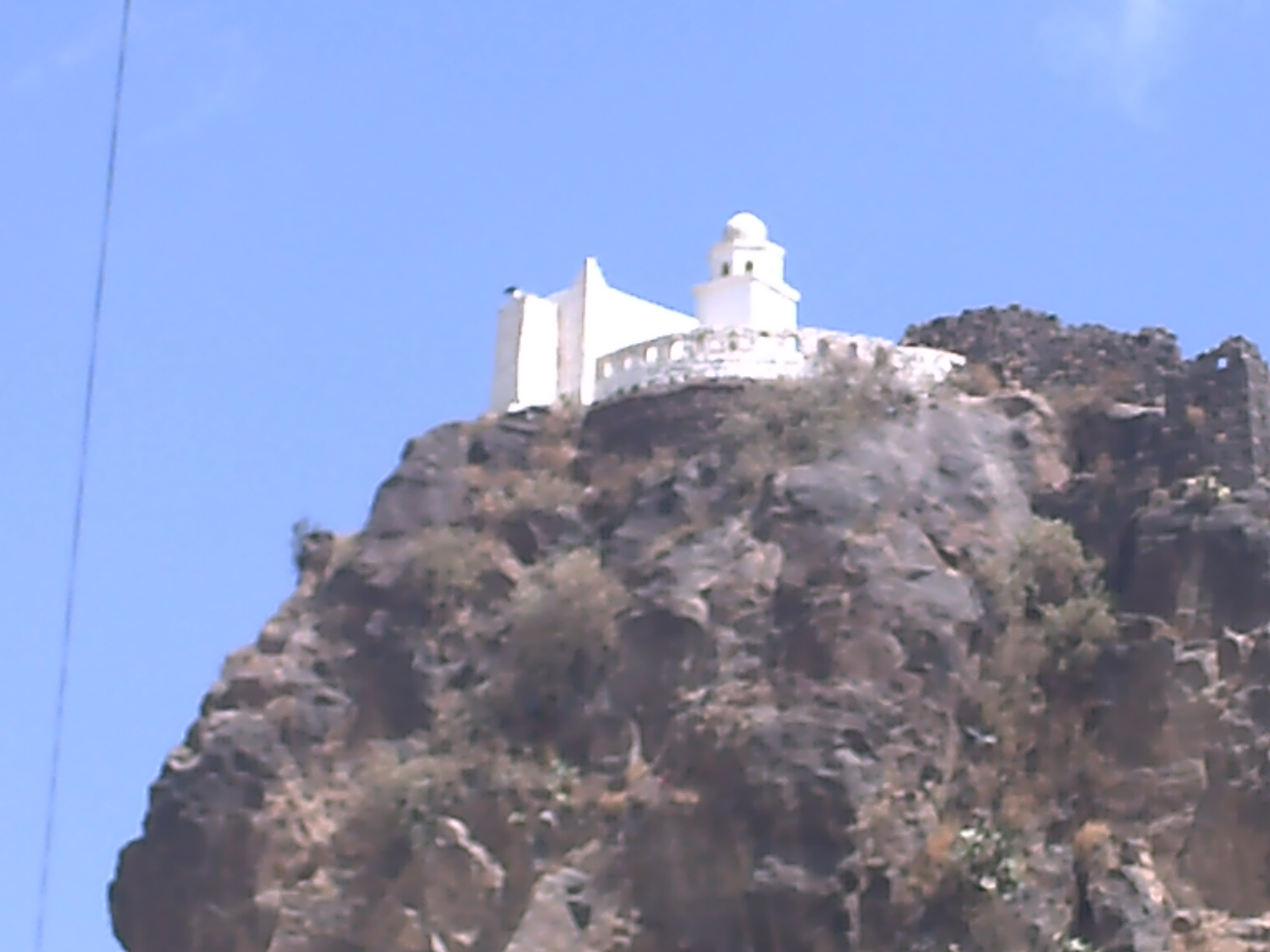
مسجد حاتمي
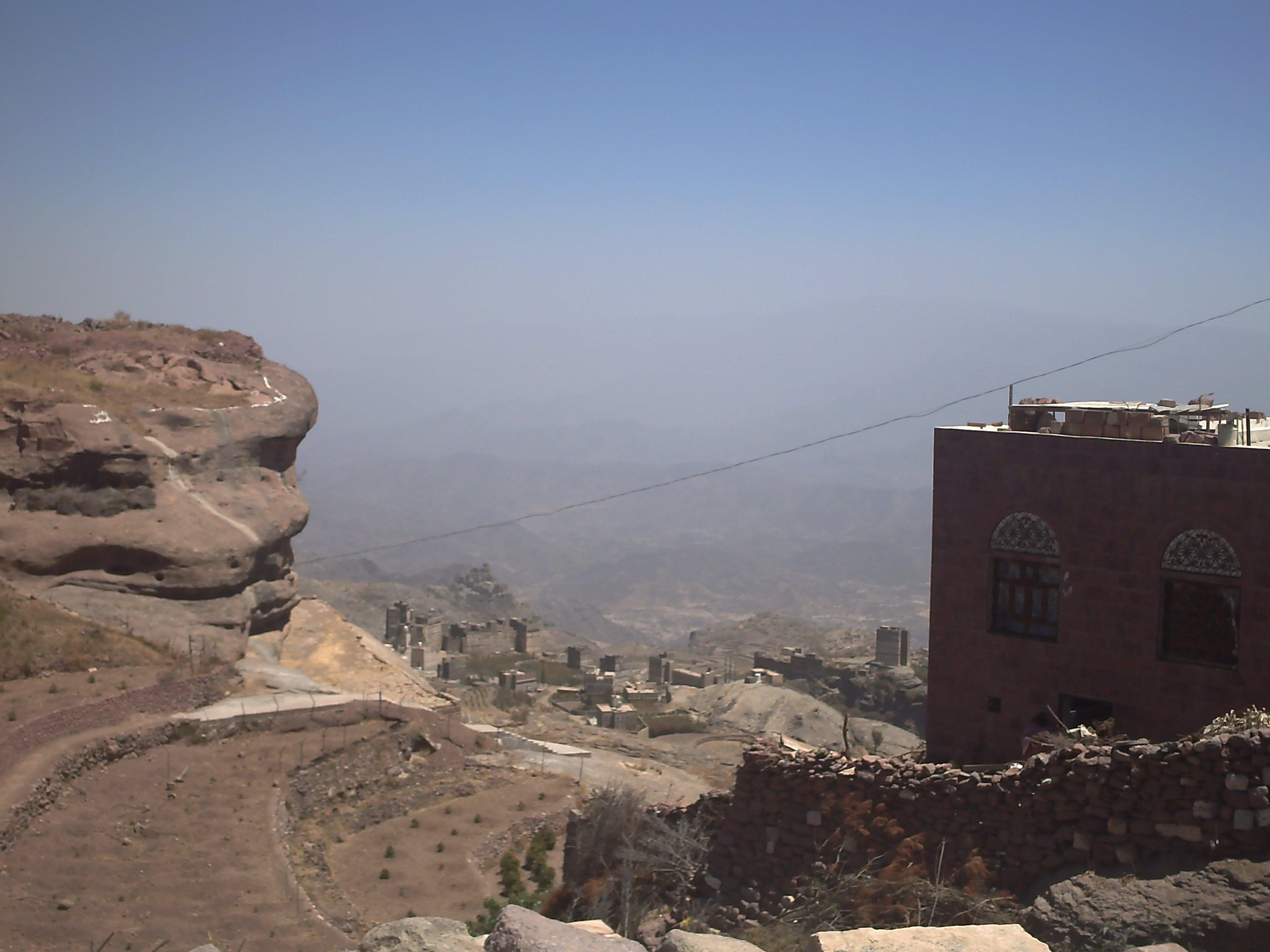
مكان للوعظ والكتابة، منبر تحت سقف منحني من الجبال، الكهف النعيم
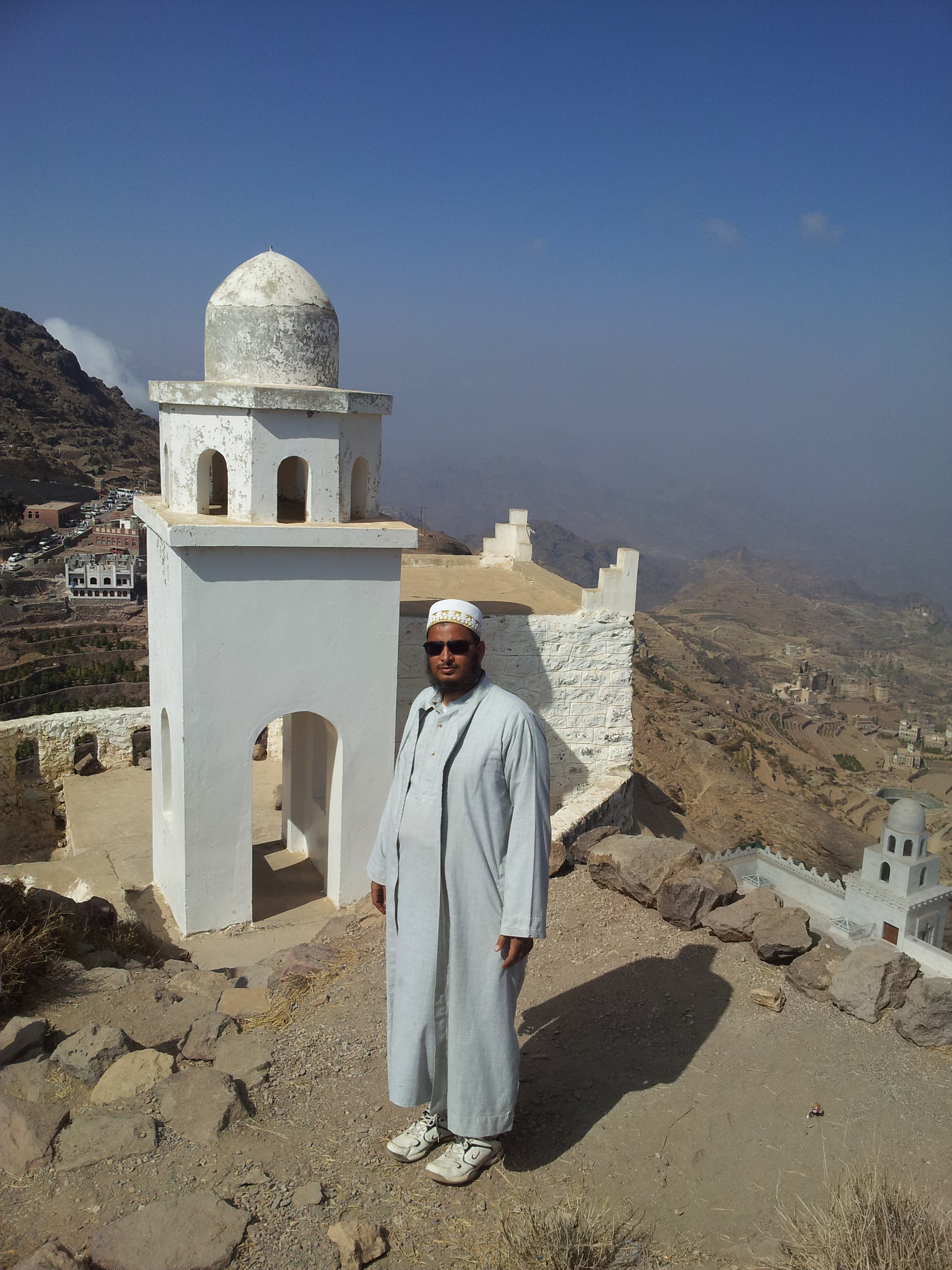
مئذنة مسجد سيدنا حاتم
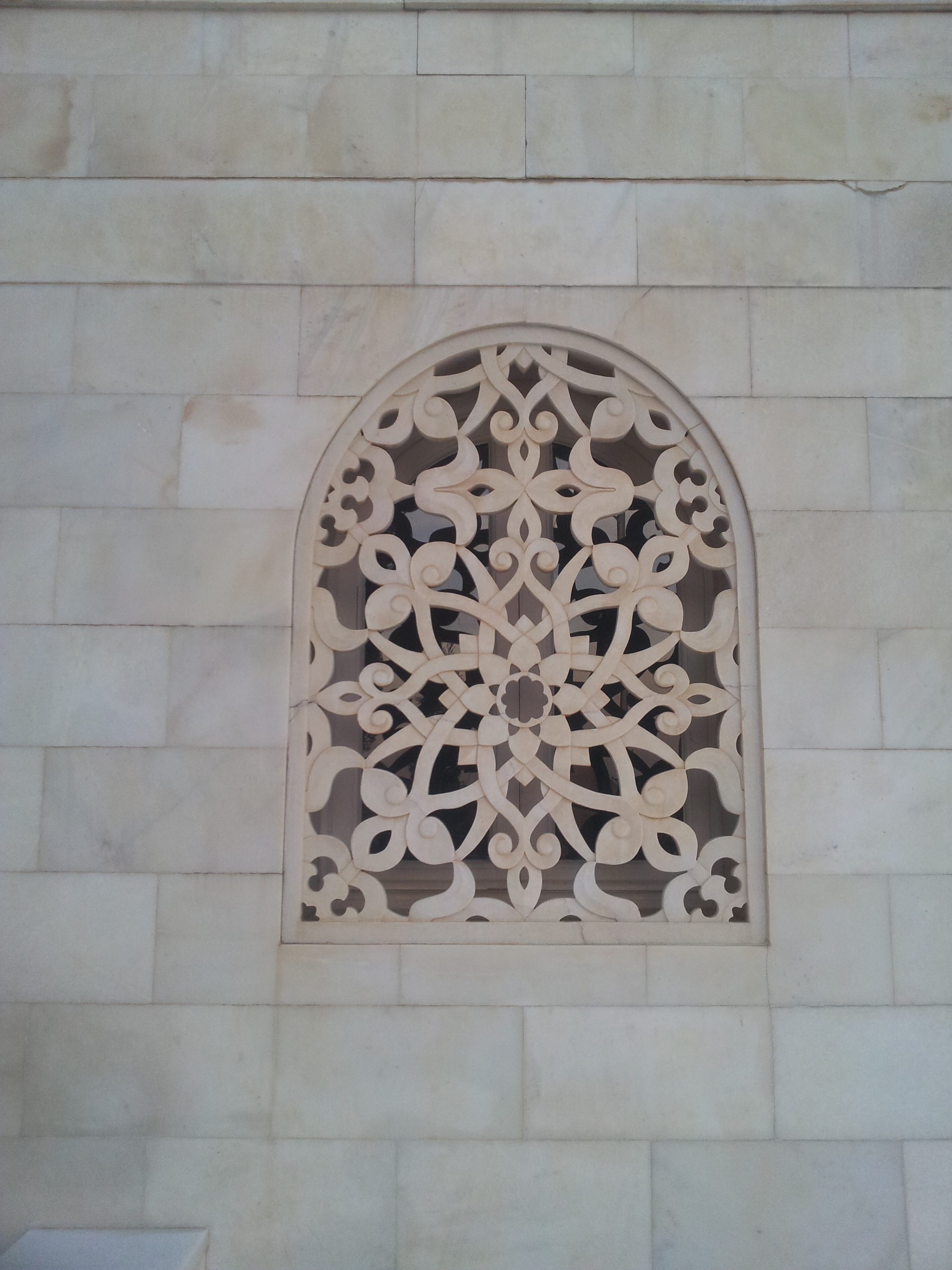
شُبَاق، سيد حاتم رضا
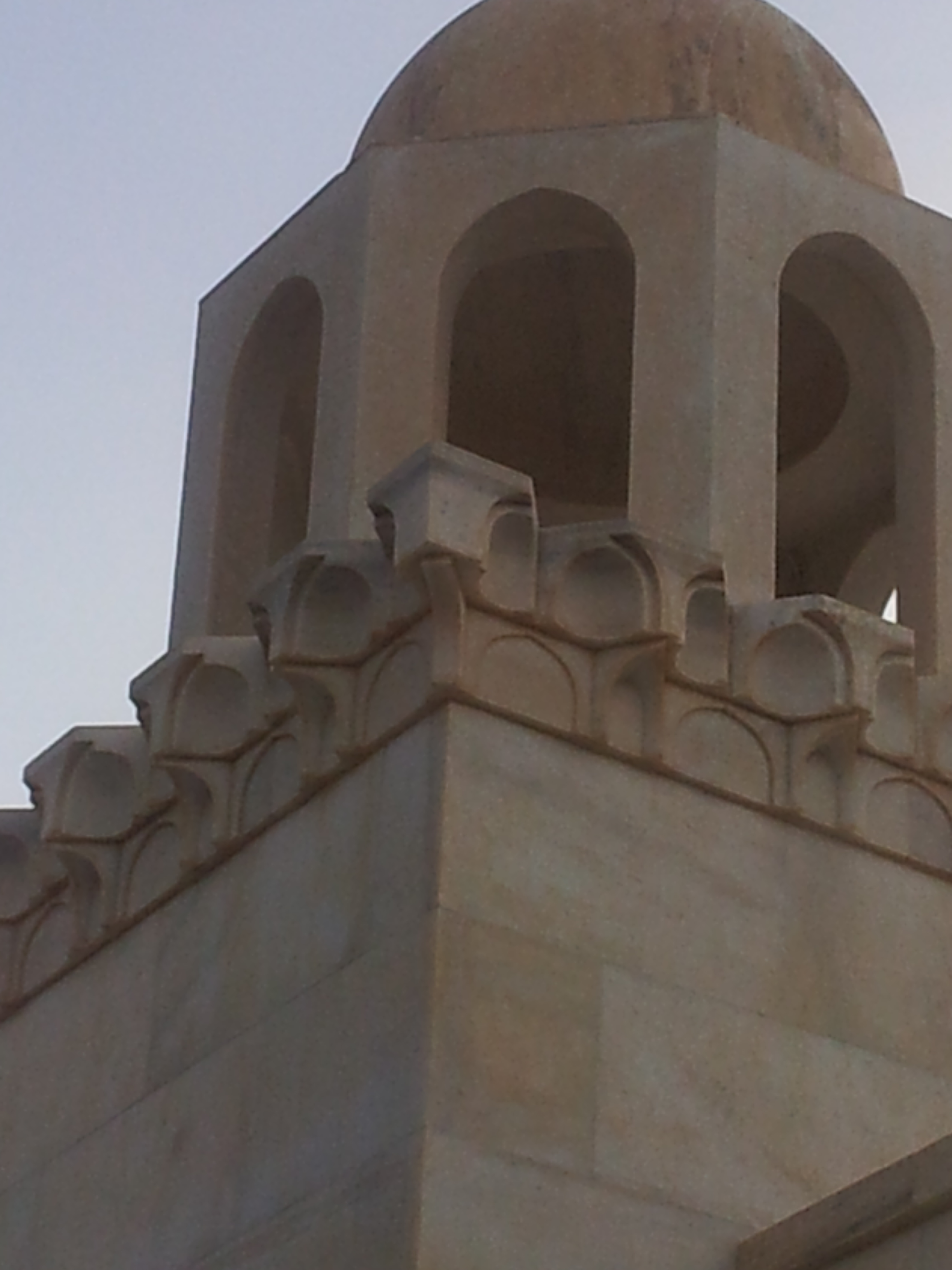
نسخة طبق الأصل من المقرناس في سيدنا حاتم روزا، مأخوذة من مسجد الجيوشي